# Ami Vitale

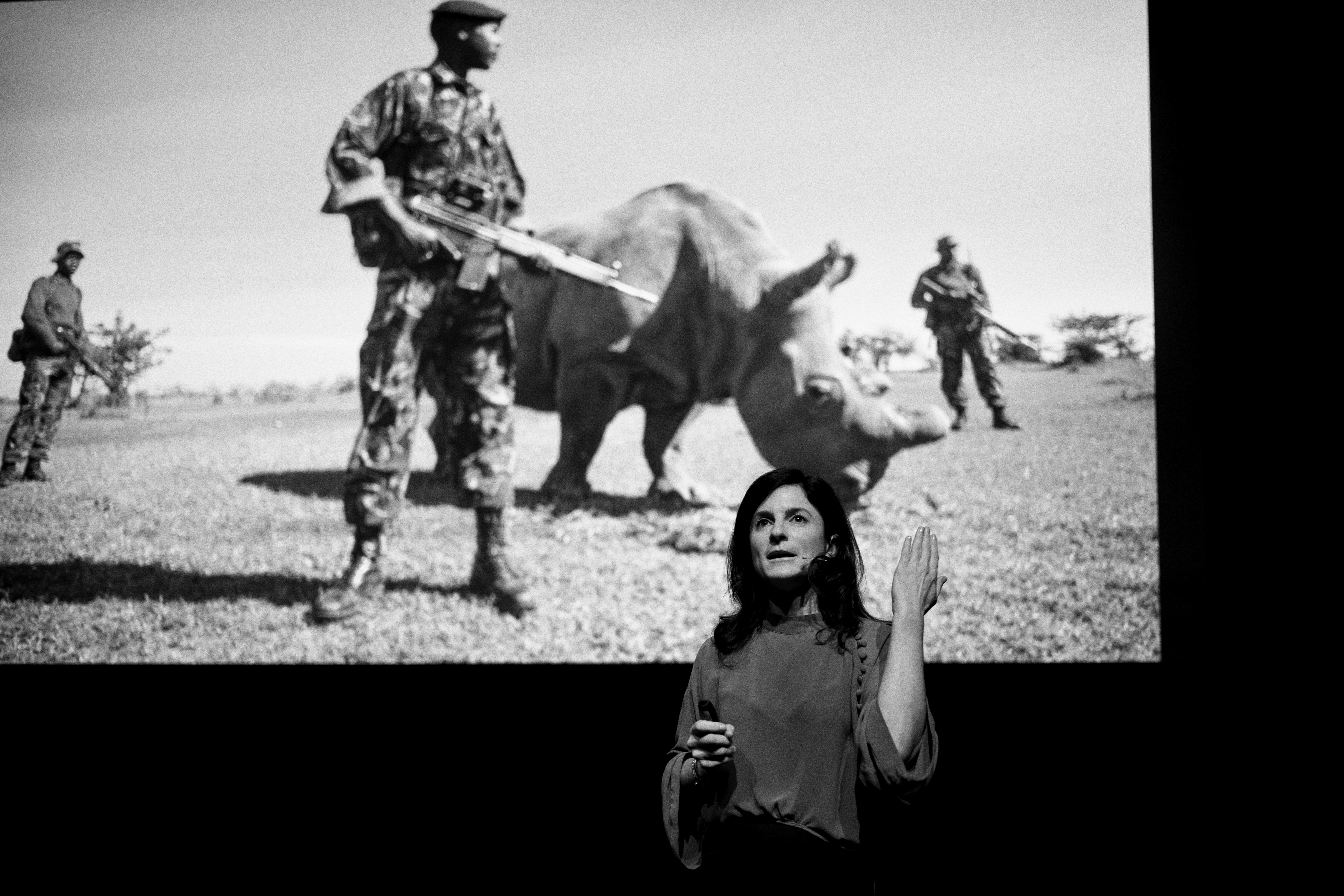
Ami Vitale hovoří o svém vítězném snímku na WPP 2018

Ami Vitale (* 1971) je americká fotožurnalistka a dokumentaristka se sídlem v Montaně. Její fotografie byly publikovány v časopisu National Geographic, pro který pracuje jako smluvní fotografka, naposledy dokumentovala divoce žijící pandy a křehký mír na Srí Lance. Je také ambasadorkou společnosti Nikon.
V letech 2003, 2005, 2015, 2017 a 2018 získala ocenění World Press Photo.

## Životopis
Vitale vystudovala mezinárodní studia na Severokarolínské univerzitě v Chapel Hill a získala magisterské studium na University of Miami.
Mimo jiné také dokumentovala převoz čtyř bílých nosorožců ze zoologické zahrady ve Dvoře Králové do přírodní rezervace Ol Pejeta v Keni.

## Ocenění
- 2002: Cena Inge Morathové, za Kašmír[4]
- 2003: General News, třetí místo stories, World Press Photo, Amsterdam[5]
- 2005: People in the News, druhé místo stories, World Press Photo, Amsterdam[6]
- 2015: Nature, druhé místo singles, World Press Photo, Amsterdam[7]
- 2017: Nature, druhé místo stories, World Press Photo, Amsterdam[8]
- 2018: Nature, první místo stories, World Press Photo, Amsterdam[9]